# Bruce Buck
Bruce Buck er en amerikansk jurist og formand for fodboldklubben Chelsea F.C..